# جيمس مورتيمر (عداء سريع)
جيمس مورتيمر (بالإنجليزية: James Mortimer) هو عداء سريع نيوزيلندي، ولد في 1 مارس 1983.

## وصلات خارجية
- جيمس مورتيمر على موقع الاتحاد الدولي لألعاب القوى (الإنجليزية)